# 長谷川孝之
長谷川 孝之（はせがわ たかゆき、1926年（大正15年）1月27日 - 2010年（平成22年）10月18日）は、日本の政治家。静岡県焼津市長（3期）。

## 来歴
静岡県志太郡焼津町出身。1945年、彦根高等商業学校（現・滋賀大学経済学部）卒。焼津市議会議員を3期務め、1971年、静岡県議会議員に当選。5期務め、副議長と議長も務めた。1991年、焼津市長に初当選。3期務める。3期目途中の2000年に公職選挙法違反（特定寄付の禁止）の容疑で逮捕され、市長を辞職した。2010年に死去した。

## 栄典
- 年代不明 - 藍綬褒章